# Kirup
Kirup (1 933 habitants) est un village situé entre Donnybrook et Mullalyup en Australie-Occidentale, à 228 km au sud de Perth sur la South Western Highway.
Son nom est d'origine aborigène.
Le village est au centre d'une zone de production de fruits et légumes.
Kirup est partagé entre la forêt et les vergers. Ce petit bourg compte trois commerces, une station service, un magasin de produits locaux, et le centre culturel qui exerce aussi les fonctions de taverne, pub, camping, hôtel et restaurant.
La spécialité locale est le Kirup Sirup, un vin de noix qui était fait autrefois par deux frères d'origine italienne.
Cet endroit est prisé par les voyageurs étrangers pour travailler dans les vergers.